# شرکت آبجوسازی ابیتا
شرکت آبجوسازی ابیتا یک کارخانه آبجوسازی در کاوینگتن، لوئیزیانا، و در ۶۹ کیلومتر شمال نیواورلئان در ایالات متحده است. ابیتا توسط جیم پاتون و راش کامینگ در سال ۱۹۸۶ میلادی، در مرکز شهر ابیتا اسپرینگز، لوئیزیانا تأسیس شد. مکان اصلی کارخانه در مرکز شهر ابیتا اسپرینگز در حال حاضر میخانه آبجو ابیتا است.

## آبجوسازی

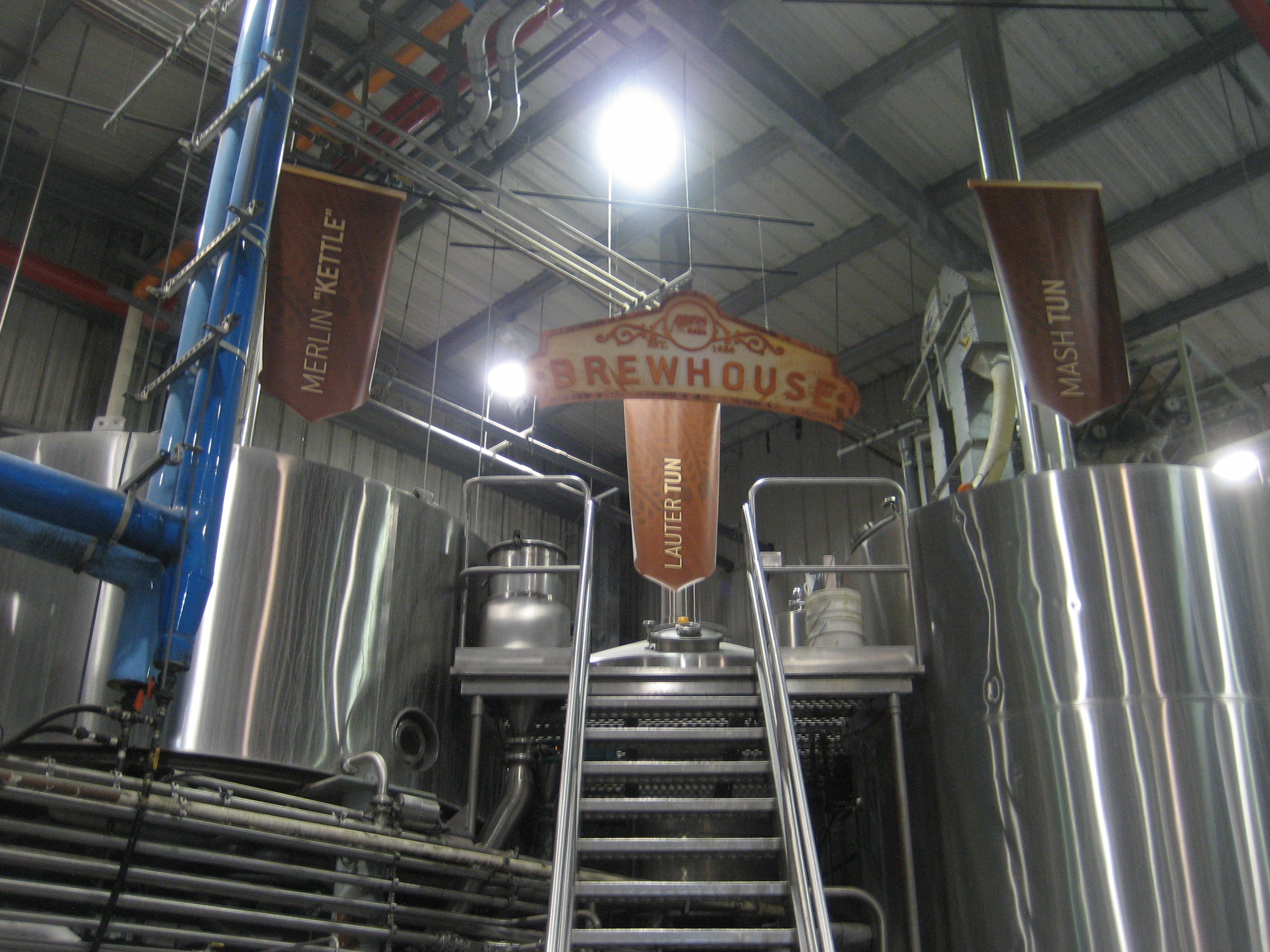
فضای داخلی کارخانه آبجوسازی

این شرکت آبجو خود را با آب چاه‌های آرتزین دم می‌کند. در آگوست ۲۰۰۵، مجله استف سیستم تخمیر ابیتا را بهترین در آمریکا نامید. در سال ۲۰۱۲ ابیتا باک در فهرست ۱۰ آبجو برتر بهاری توسط فاکس نیوز قرار گرفت ابیتا باک اولین آبجو فصلی این کارخانه است و از ژانویه تا مارس تولید می‌شود

## میخانهٔ آبجو ابیتا

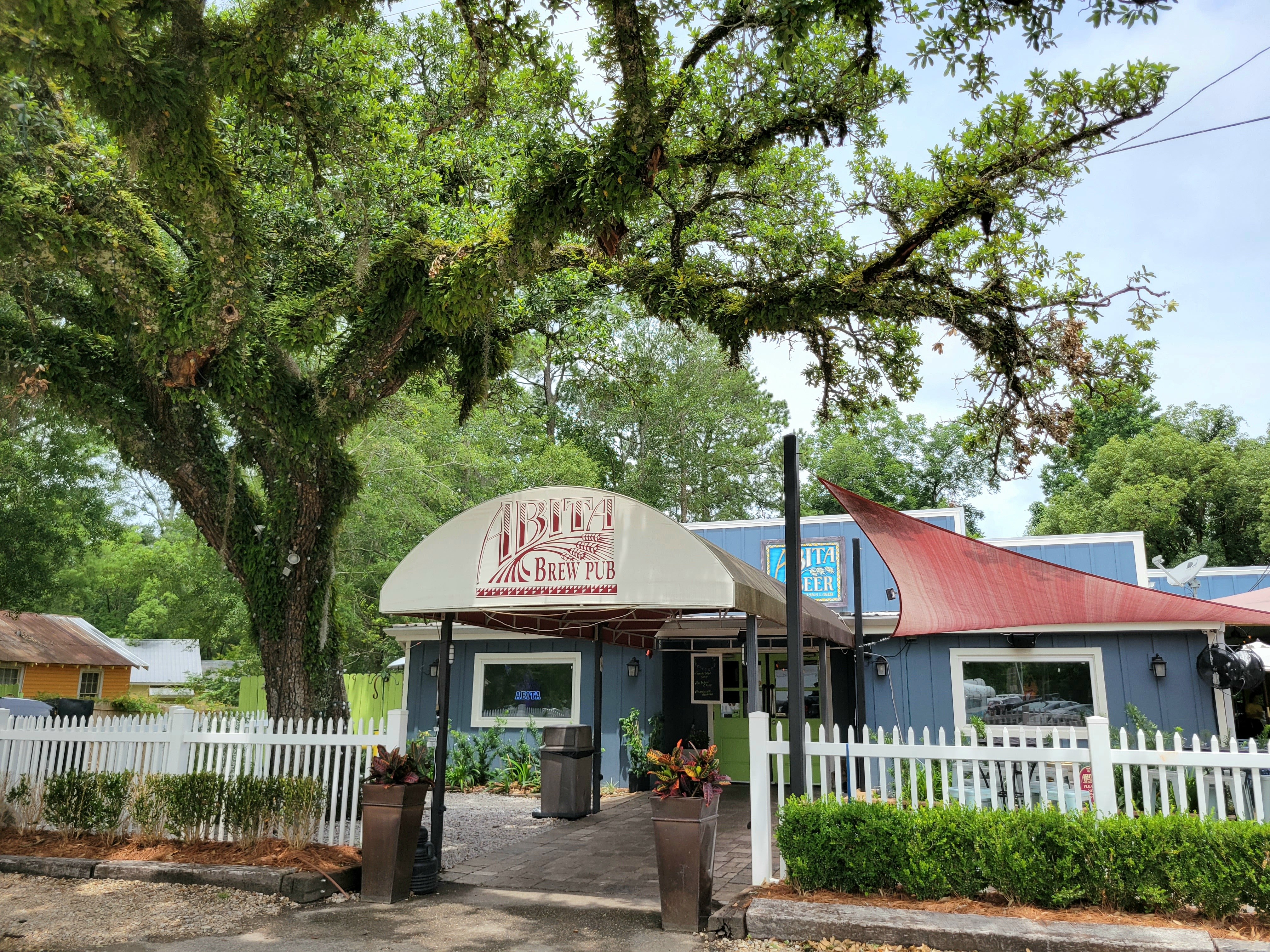
میخانه آبجو ابیتا در ابیتا اسپرینگ لوئیزیانا

میخانهٔ آبجو ابیتا، تحت مالکیت مستقل، در محل اصلی آبجوسازی در ابیتا اسپرینگ واقع شده‌است و آبجو ابیتا را عرضه می‌کند.